# Fake Plastic Trees
«Fake Plastic Trees» (рус. Искусственные пластиковые деревья) — песня британской рок-группы Radiohead, выпущенная как сингл из альбома The Bends в 1995 году. Это был третий сингл из альбома в Великобритании и первый в США.

## Предыстория и запись
Вокалист Radiohead Том Йорк сказал, что «Fake Plastic Trees» была «результатом шутки, которая не была такой уж и шуткой, в очень одинокий и пьяный вечер, наполненный рядом нервных срывов». Он заявил, что песня началась с мелодии, с которой он не знал что делать. Он не использовал свой обычный подход — записывать «всё, что поётся в моей голове в данный момент» или изобретать «какие-то изящные фразы», вписывая их в мелодию, а вместо этого «просто записывал всё, что происходило в моей голове». Йорк вспоминал: «Я написал эти слова и засмеялся. Я подумал, что они действительно забавные, особенно тот отрывок о полистироле».
Гитарист Эд О’Брайен описывал, что ранние попытки записать «Fake Plastic Trees» в студии RAK в Лондоне «звучали как песня «November Rain» от Guns N’ Roses. Она была такой помпезной и напыщенной». Когда сессии альбома The Bends возобновились в студии Manor в июле 1994 года, продюсер Джон Леки убедил Йорка записать ещё несколько дублей песни. Разочарованный тем, что в тот день пробыл в студии в течение длительного периода, Йорк впал просто в отчаяние, после чего Леки отослал остальных участников группы, усадил Йорка и заставил ещё раз исполнить партии ведущего вокала «Fake Plastic Trees». По словам гитариста Джонни Гринвуда, Йорк исполнил три дубля песни, а потом разрыдался.
Одним из источников разочарования для группы в то время был их американский звукозаписывающий лейбл Capitol, который хотел, чтобы после успеха их предыдущего хит-сингла «Creep» группа создала бы ещё один мощный трек. Удивлённый тем, что медленный «Fake Plastic Trees» был воспринят как потенциальный сингл, следующий за «Creep», Йорк понял, что лейбл сделал ремикс на трек без одобрения группы: «Вчера вечером мне позвонила американская звукозаписывающая компания, настаивая, ну, почти настаивая на том, чтобы мы использовали его микс Боба Клирмаунтина. Я сказал: „Ни в коем случае“. Все призрачные звуки клавишных и странные струнные были полностью вытеснены из его микса, как будто он вошёл с лезвием бритвы и все это порезал. Это было ужасно».

## Отзывы
В своей заметке для New Musical Express в мае 1995 года Джон Малви высказал мнение, что песне не хватает содержания, и сравнил её со стадионным роком U2. Песня заняла 385-е место в списке 500 величайших песен всех времён журнала Rolling Stone и 28-е место в списке 100 самых популярных песен за все время по версии Triple J Radio. Британский журнал New Musical Express включил данную композицию в свой список «500 величайших песен всех времён», разместив её в нём на 302-й позиции.

## Клип
Музыкальное видео на песню, снятое Джейком Скоттом, происходит в супермаркете, где группу возят в тележках с покупками среди нескольких других персонажей, включая клерков, детей, старика с большой бородой, который играет с игрушечными пистолетами, женщины в большой чёрной шляпе, арт-директора Стэнли Донвуда в баскетбольной майке, бреющего голову электрической бритвой, молодого человека, играющего с тележкой для покупок, и т. д. Режиссёр так сказал о видео: «На самом деле фильм — это аллегория смерти. и реинкарнация, но если вы можете прочитать это в нём, вы, должно быть, такие же странные, как и люди, которые это сделали». Актёр Норман Ридус, который тогда был моделью, ненадолго появляется как человек, играющий с тележкой для покупок.

## Трек-лист
Изначально выпускался в двух вариантах, в первом случае, дополнительный музыкальный материал включает песни «India Rubber» и «How Can You Be Sure?», которая относится к самым ранним дням группы On a Friday. Она была взята из демо Shindig, и в этой версии партию бэк-вокала исполнила Дайан Суонн. Би-сайды второго варианта сингла — акустические версии Тома Йорка и Джонни Гринвуда, записанные вживую в клубе Eve’s Club в Лондоне.
UK CD1
1. «Fake Plastic Trees» — 4:52
2. «India Rubber» — 3:26
3. «How Can You Be Sure?» — 4:21

UK CD2
1. «Fake Plastic Trees» — 4:52
2. «Fake Plastic Trees» (акустическая версия) — 4:41
3. «Bullet Proof…I Wish I Was» (aкустическая версия) — 3:34
4. «Street Spirit (Fade Out)» (акустическая версия) — 4:26

## Участники записи
- Том Йорк — вокалы, акустическая гитара
- Джонни Гринвуд — электрическая гитара, орган Хаммонда
- Эд О’Брайен — электро-гитара
- Колин Гринвуд — бас-гитара
- Фил Селуэй — барабаны
- Кэролайн Лавелле — виолончель
- Джон Мэтиас — скрипка

## Хит-парады
| Chart (1995)                        | Peak position |
| ----------------------------------- | ------------- |
| Канада (RPM Rock/Alternative)       | 7             |
| Europe (Eurochart Hot 100)          | 50            |
| Новая Зеландия (Recorded Music NZ)  | 22            |
| Шотландия (OCC Scotland)            | 15            |
| Великобритания (OCC UK Singles)     | 20            |
| США (Billboard Alternative Airplay) | 11            |

| Chart (1995)                  | Position |
| ----------------------------- | -------- |
| Canada Rock/Alternative (RPM) | 29       |

## Сертификации
| Регион                                                                      | Сертификация | Продажи |
| --------------------------------------------------------------------------- | ------------ | ------- |
| Великобритания (BPI)                                                        | Золотой      | 400 000 |
| Канада (Music Canada)                                                       | Платиновый   | 80 000  |
| Данные о продажах + прослушиваниях приведены только на основе сертификации. |              |         |